# Miller Anderson
Pour l’article ayant un titre homophone, voir Miller Anderson (musicien).
Pour les articles homonymes, voir Anderson.
Miller Anderson, né le 27 décembre 1922 à Columbus (Ohio) et mort le 29 octobre 1965 dans la même ville, est un plongeur américain.

## Palmarès

### Jeux olympiques
- Londres 1948
  -  Médaille d'argent en tremplin 3 mètres
- Helsinki 1952
  -  Médaille d'argent en tremplin 3 mètres[1].